# آنتونیو اینوکی
آنتونیو اینوکی ورزشکار سابق کشتی حرفه‌ای اهل ژاپن است.
وی در عراق مشغول مذاکره برای آزادی چند گروگان ژاپنی بود. اینوکی در سال ۲۰۱۰ به عنوان چهره ماندگار ژاپن انتخاب شد. وی در آخرین سفر خود به پاکستان مسلمان شده و نام خود را به «محمد حسین» تغییر داده‌است.